# Joaquim Pinto de Arruda
Joaquim Pinto de Arruda (São Joaquim, 18 de agosto de 1905 – Florianópolis, 9 de outubro de 1997) foi um médico e político brasileiro.

## Vida
Filho de Boaventura Lopes Pinto de Arruda e de Jovina de Araújo Arruda, formou-se em medicina pela Faculdade de Medicina da Universidade Federal do Rio de Janeiro, em 1930.

## Carreira
Foi deputado à Assembleia Legislativa de Santa Catarina na 1ª legislatura (1947 — 1951).